# Adam Liszt
Adam Liszt, né le 16 décembre 1776 à Edelstal et mort le 28 août 1827 à Boulogne-sur-Mer, père de Franz Liszt, est un violoncelliste et secrétaire du prince Esterházy. Lui-même était le petit-fils d'un migrant serf germanophone, Sébastian Liszt, qui avait quitté sa Basse-Autriche natale durant la première moitié du XVIIIe siècle pour venir s'installer en Hongrie. Adam enseigne le piano à son fils dès son plus jeune âge, au travers des œuvres de Haydn, Mozart et Beethoven.

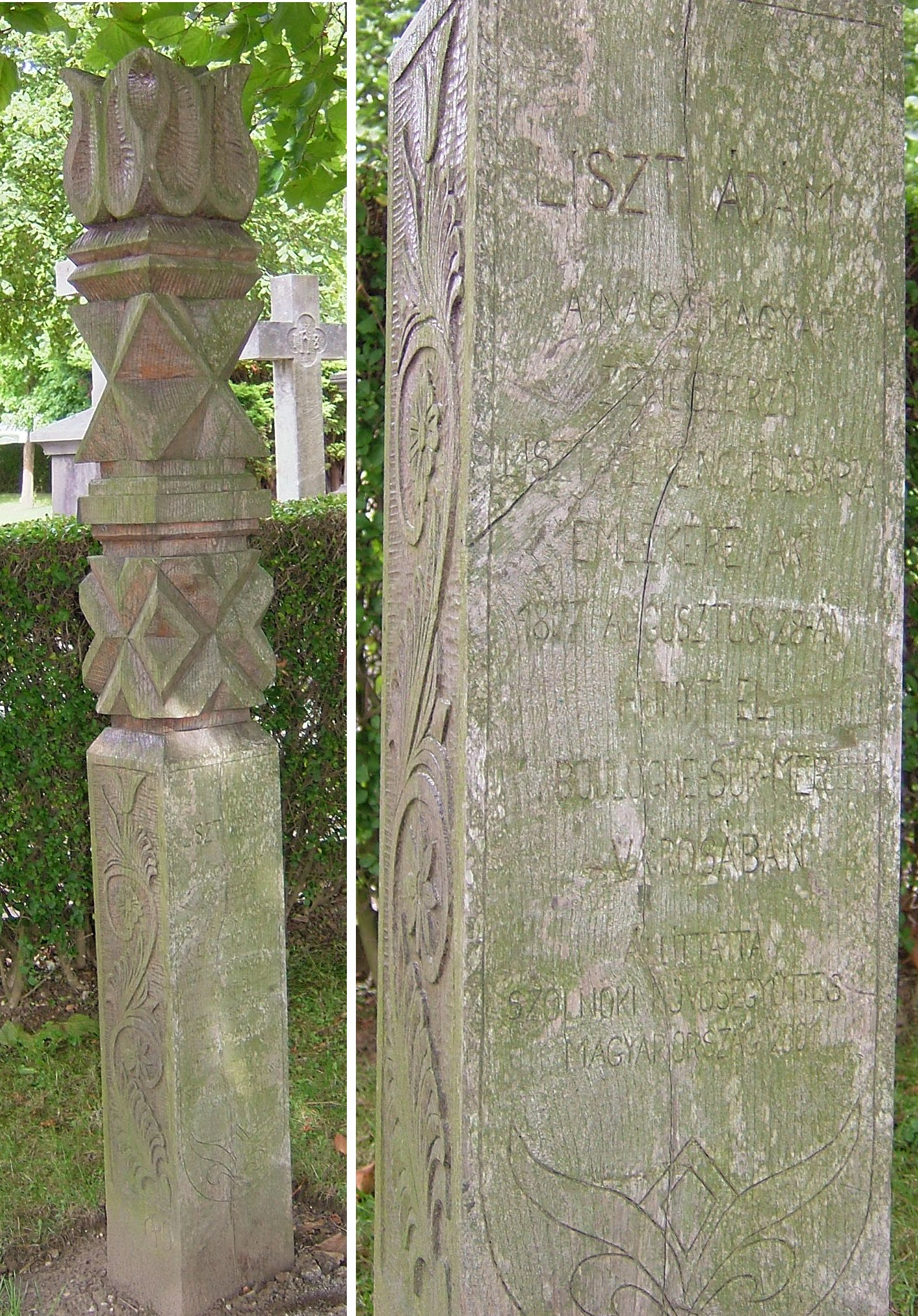
Fejfa à la mémoire d'Adam Liszt, au cimetière de l'Est de Boulogne-sur-Mer.

C'est au retour d’un troisième voyage avec son fils en Angleterre qu’Adam contracte la fièvre typhoïde et meurt à Boulogne-sur-Mer le 28 août 1827. Franz Liszt composa pour son père une courte marche funèbre, qui marque également la fin de sa carrière d'enfant prodige. Adam est enterré à Boulogne-sur-Mer, une stèle en bois de style hongrois (fejfa) est placée à sa mémoire à l'entrée du cimetière de l'Est.